# Wo Gott der Herr nicht bei uns hält

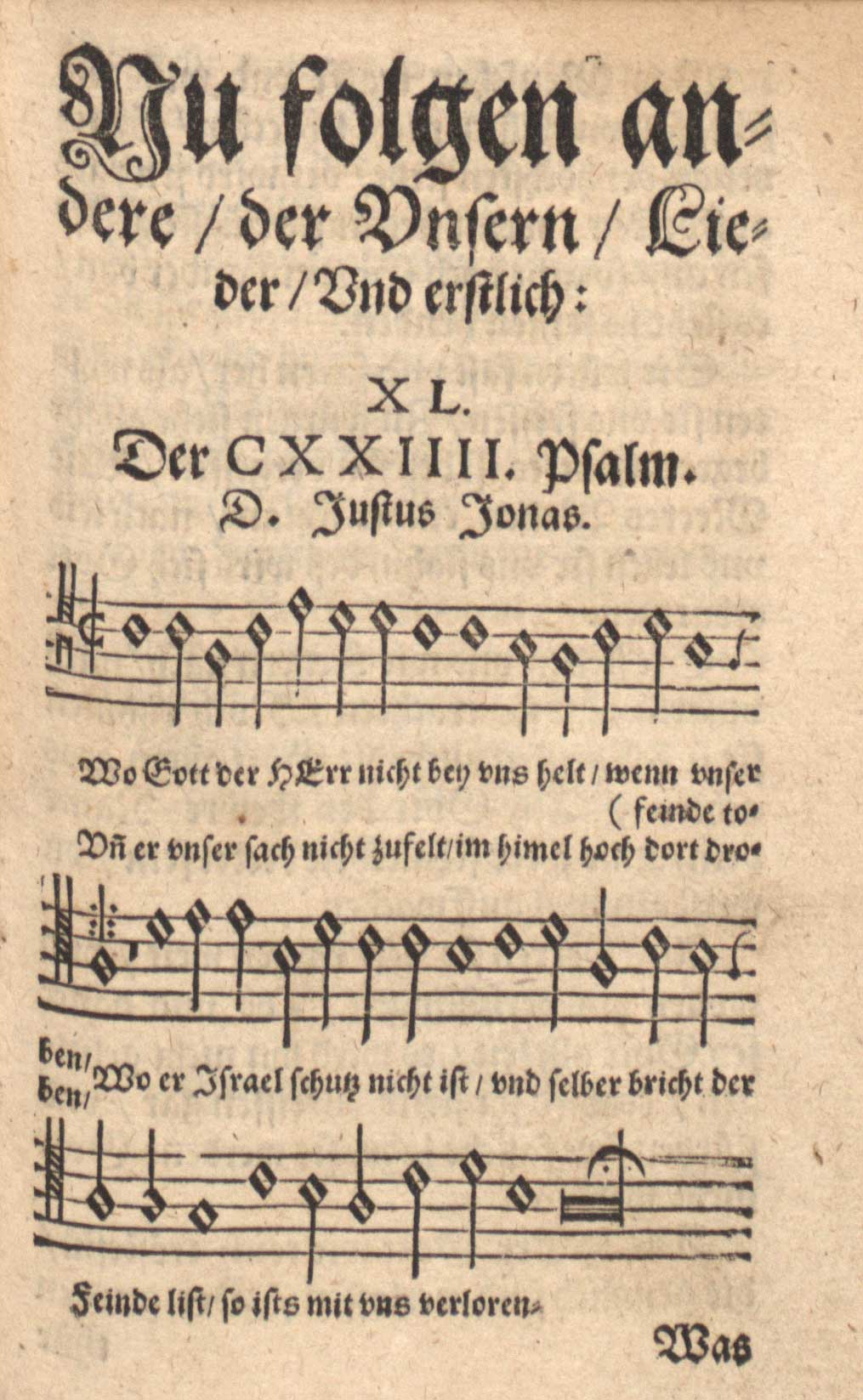
1563 tryckt i Geystliche Lieder, Leipzig

Wo Gott der Herr nicht bei uns hält, (original: Wo Gott der Herr nicht bey uns helt) är en psalm av Justus Jonas, en parafras över Davids Psalm 124 i åtta strofer. Den publicerades för första gången 1524 i Erfurter Enchiridion. Psalmens tema handlar om hjälp mot arga fiender.

## Historia
Jonas skrev psalmen på uppdrag från Martin Luther år 1524. Han kombinerade iden med David Psalm 124 och andra bibliska motiv. Texter var först publicerad i Erfurter Enchiridion, en psalmbok på 26 sånger som inkluderar 18 av Luther, "Es ist das Heil uns kommen her" och andra psalmer av Paul Speratus, "Herr Christ, der einig Gotts Sohn" av Elisabet Cruciger, och flera.
Luther publicerades sin egen parafras på Psalm 124 i tre strofer, "Wär Gott nicht mit uns diese Zeit".

## Text (i urval)
1. Wo Gott der Herr nicht bei uns hält,

Wenn unsre feinde toben,

Und er unsrer sach nicht zufällt

Im himmel hoch dort oben,

Wo er Israel's schutz nicht ist,

Und selber bricht der feinde list,

So ist's mit uns verloren.

8. Den himmel, meer und auch die erd'

Hast du, Herr Gott, gegründet;

Nun gib, daß es auch helle werd',

Gib, daß das herz entzündet,

In rechter lieb' des glaubens rein,

Mög' bis an's end beständig sein;

Die welt laß immer murren.

## Musik
Psalmen publicerades med melodin av en okänd kompositör i Wittenberg 1529, redigerad av Joseph Klug, och igen i Geystliche Lieder Leipzig, Leipzig 1563, tryckt av Ernst Vögelin.
Psalmen utgör basen för flera kompositioner. En tidig fyrstämmig sättning var skriven av Johann Walter. Johann Sebastian Bach komponerade en kantat BWV 178, den åttonde kantaten från denna cykeln, framfördes första gången 30 juli 1724. Han skrev också en koral fantasi, BWV 1128, tros vara komponerad mellan 1705 och 1710, som upptäcktes år 2008. Koral preludierar var skrivna av Johann Christoph Bach och Johann Pachelbel, vokala verk var komponerade av Michael Altenburg, Christoph Graupner, Johann Hermann Schein och Heinrich Schütz, med flera.